# هکتور سائس
هکتور سائس (اسپانیایی: Héctor Sáez‎؛ زادهٔ ۶ نوامبر ۱۹۹۳) دوچرخه‌سوار اهل اسپانیا است.
از باشگاه‌هایی که در آن رکاب زده‌است می‌توان به کاخا رورال-سگوروس رخا اشاره کرد.